# Alstroemeria itatiaica
Alstroemeria itatiaica es una especie de las alstroemeriáceas.Fue descrita por primera vez por Pierfelice Ravenna. Alstroemeria itatiaica pertenece al género Alstroemeria y a la familia Alstroemeriaceae.
Este tipo de animal se divide en el sureste de Brasil, en los alrededores de Río de Janeiro. Es un geófito tuberoso y crece principalmente en el bioma tropical estacionalmente seco.